# Herpetoskylax
Herpetoskylax este un gen dispărut de biarmosuchian din clada sinapsidelor, ale cărui fosile au fost descoperite în Africa de Sud. Specia tip a acestuia este Herpetoskylax hopsoni. A trăit în perioada permianului târziu.
Numele genului înseamnă „cățel-reptilă”, din limba greacă veche herpeto- (ἑρπετόν, „animal târâtor”) și skylax (σκύλαξ, „câine mic”). Juxtapunerea numelor de reptile și mamifere subliniază caracteristicile de tranziție ale terapsidelor.